# Thibault Vlietinck
Thibault Vlietinck (* 19. August 1997 in Knokke) ist ein belgischer Fußballspieler. Er steht beim belgischen Erstligisten  Oud-Heverlee Löwen unter Vertrag.

## Karriere

### Verein
Vlietinck begann seine Karriere in der Jugend des FC Brügge. Dort kam er seit 2014 in der Reservemannschaft zum Einsatz. Sein Debüt in der ersten belgischen Liga gab er am 14. Oktober 2016 (10. Spieltag) bei der 0:1-Niederlage gegen RSC Charleroi, als er in der 89. Spielminute für Jelle Vossen eingewechselt wurde. Zur Saison 2017/18 unterzeichnete er einen Profivertrag und stand ab da im Kader der ersten Mannschaft. In dieser Saison kam er zu vier Ligaeinsätzen und wurde am Ende der Saison mit dem FC Brügge belgischer Meister. In der folgenden Spielzeit trat er mit Brügge in der Champions League an. Brügge wurde Dritter der Gruppe A; Vlietinck kam in vier Spielen zum Einsatz.  Mitte August 2020 wurde er für die Saison 2020/21 mit Kaufoption an den Ligakonkurrenten Oud-Heverlee Löwen ausgeliehen. Vlietnick bestritt für Löwen 19 von 33 möglichen Ligaspielen sowie ein Pokalspiel. Im Juli 2021 wurde vereinbart, die Ausleihe bis zum Ende der Saison 2021/22 zu verlängern. Zugleich wurde Vlietnicks Vertrag bei Brügge bis Sommer 2023 verlängert. In der Saison 2021/22 stand er bei 14 von 34 möglichen Ligaspielen und zwei Pokalspielen für Löwen auf dem Platz.
Nach Ablauf der Leihe gehörte er wieder zum Kader des FC Brügge, bestritt für diesen aber kein Spiel. Mitte August 2022 wechselte er fest nach Leuven und unterschrieb dort einen Vertrag mit einer Laufzeit von vier Jahren. Im Rest der Saison 2022/23 bestritt er 17 von 33 möglichen Ligaspielen sowie zwei Pokalspiele, in denen er ein Tor schoss, für Löwen. Den Großteil der folgenden Saison fiel Vlietinck mit Achillessehnenproblemen aus, kämpfte sich in der Saison 2024/25 aber wieder zurück in die Stammelf.

### Nationalmannschaft
Vlietinck durchlief die belgischen Jugendnationalmannschaften von der U-15 bis zur U-19. Dort kam er ausschließlich in Freundschaftsspielen und Qualifikationsspielen zum Einsatz. An einem Turnier nahm er nicht teil.

## Erfolge
- Belgischer Meister: 2017/18, 2019/20 (FC Brügge)